# Las Mañaneras
Las Mañaneras, od października 2024 roku znane również jako Las Mañaneras del Pueblo – internetowy program porannych konferencji prowadzonych przez prezydenta Meksyku w towarzystwie jego gabinetu politycznego i dziennikarzy, podczas których poruszane i omawiane są tematy związane z życiem w Meksyku oraz działalnością rządu.
Pierwsza emisja programu, nadawanego od poniedziałku do piątku, miała miejsce 3 grudnia 2018 roku, na początku rządów Andrésa Manuela Lópeza Obradora. Od października 2024 roku Las Mañaneras są kontynuowane przez jego następczynię na stanowisku prezydenta, Claudię Sheinbaum. Nazwa programu pochodzi od hiszpańskiego słowa mañanera (pol. poranna).

## Historia
Początkowo nie było wiadomo, czy poranne konferencje prasowe będą wydarzeniami codziennymi, czy tylko na specjalne okazje, ale w styczniu 2019 roku ich regularność została formalnie ustanowiona. Pomimo ich głównego celu, podczas kadencji Lópeza Obradora, konferencje były krytykowane przy różnych okazjach za rzekome nieomawianie istotnych kwestii lub niemówienie prawdy, a nawet nazywano je osobistym „widowiskiem” prezydenta. W styczniu 2022 roku program stał się przedmiotem kontrowersji z powodu morderstwa Lourdes Maldonado, dziennikarki śledczej zajmującej się tematem korupcji, która uczestniczyła w programie w 2019 roku i w jego trakcie poprosiła Lópeza Obradora o ochronę.
W kwietniu 2023 roku transmisje tych spotkań zapewniły Lópezowi Obradorowi szóste miejsce na liście najchętniej oglądanych hiszpańskojęzycznych streamerów. We wrześniu 2023 roku zajął w zestawieniu pierwsze miejsce.
W sierpniu 2024 roku Claudia Sheinbaum, prezydent elekt Meksyku, ogłosiła, że zamierza kontynuować organizowanie konferencji prasowych po zakończeniu sześcioletniej kadencji Lópeza Obradora, dodając, że będą się one rozpoczynać o godzinie 7:00 czasu centralnego. 30 września tego samego roku López Obrador wygłosił swoją ostatnią poranną konferencję prasową.
2 października 2024 roku, dzień po swojej inauguracji, Sheinbaum odbyła swoją pierwszą poranną konferencję prasową zatytułowaną La Mañanera del Pueblo, na której upamiętniła setki ofiar Masakry w Tlatelolco z 2 października 1968 roku. Za rządów Sheinbaum konferencje noszą alternatywną nazwę Las Mañaneras del Pueblo, a także są krótsze i bardziej stonowane w porównaniu z ostrzejszym językiem używanym przez Lópeza Obradora

## Galeria

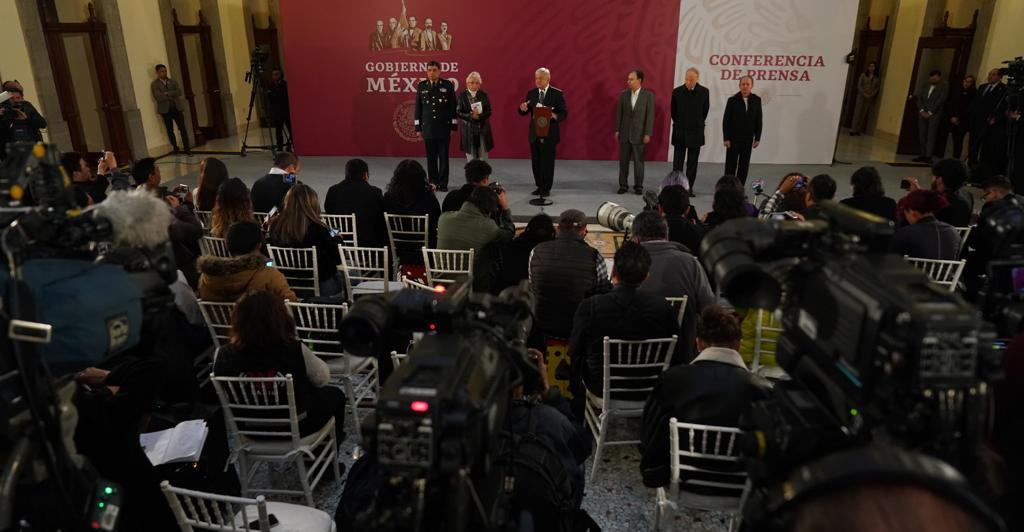
López Obrador podczas pierwszej mañanery, 3 grudnia 2018 roku
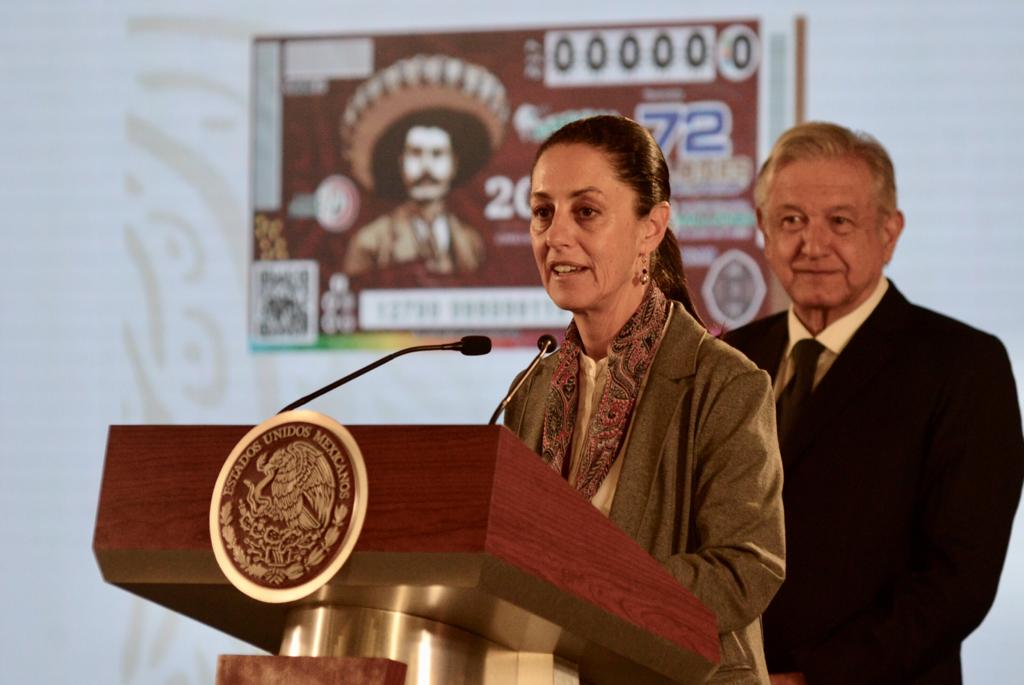
Sheinbaum i López Obrador podczas mañanery, 10 kwietnia 2019 roku
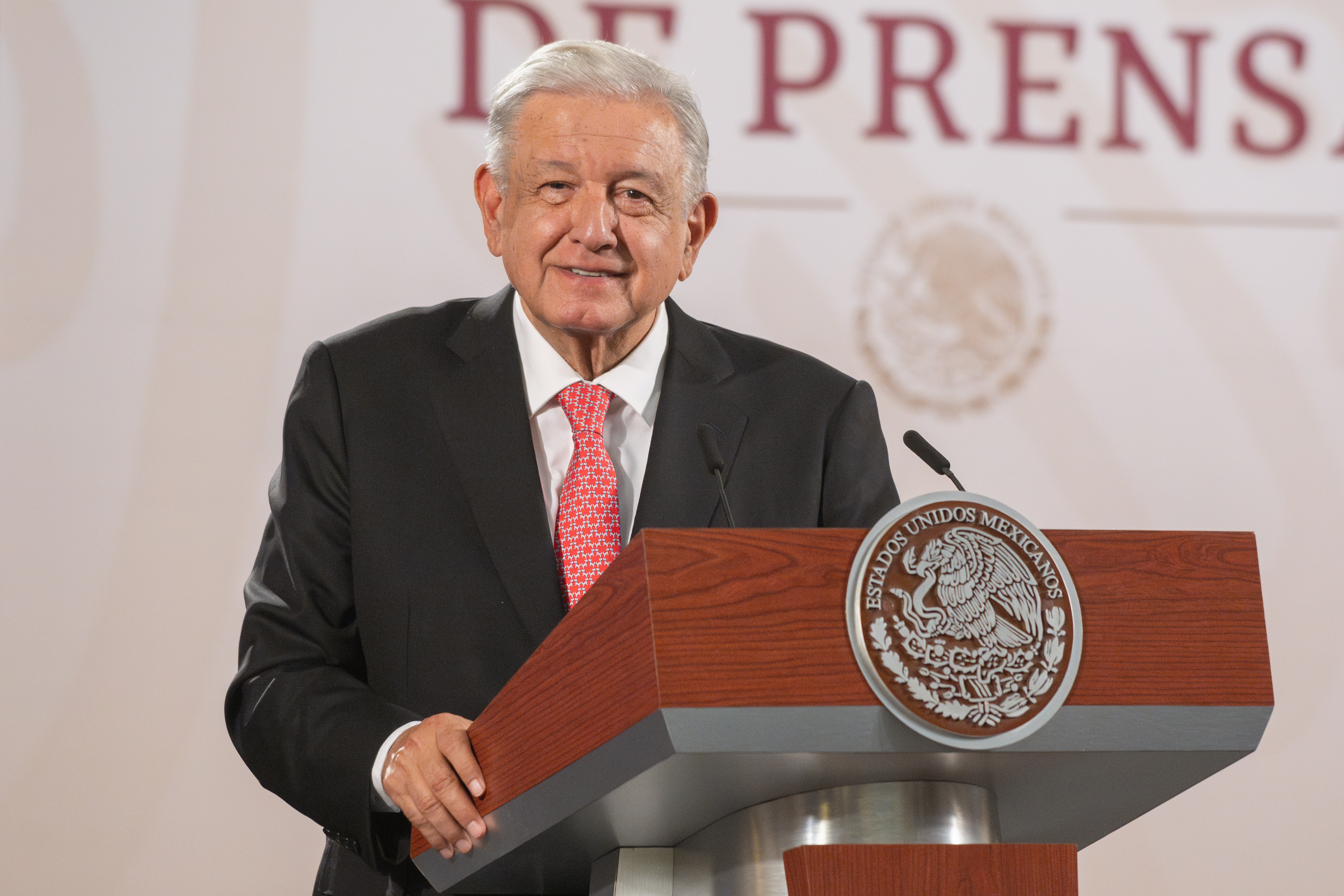
López Obrador podczas mañanera, 5 lipca 2024 roku
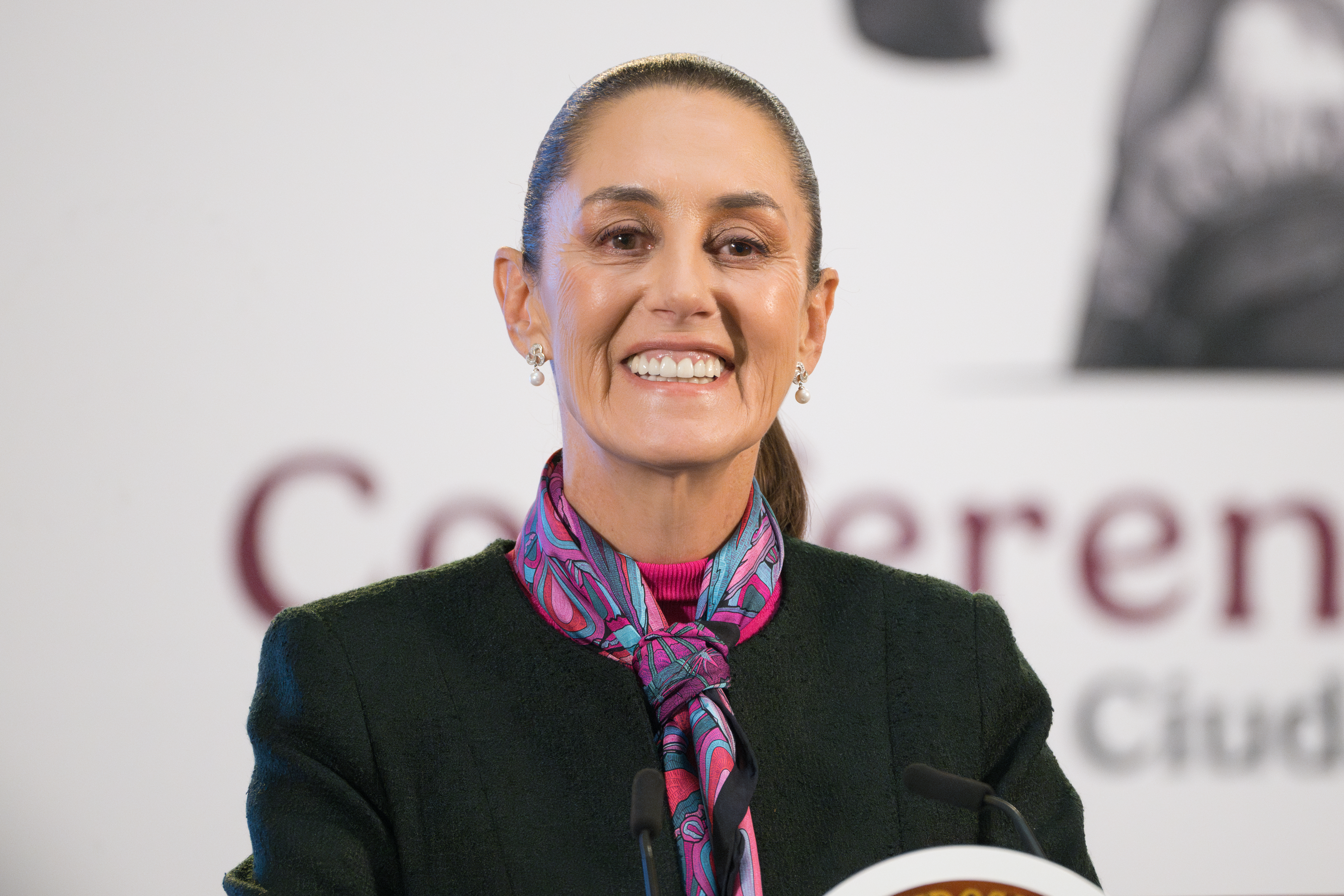
Sheinbaum podczas mañanery, 11 października 2024 roku